# 2014
| [ Edytuj tabelę ]                                                | |
| Prezydent Polski                                                 | - 2010 Bronisław Komorowski 2015 |
| Premier Polski                                                   | - 2007 Donald Tusk 2014 - 2014 Ewa Kopacz 2015 |
| Prezydent Abchazji                                               | - 2011 Aleksandr Ankwab 2014 - 2014 Walerij Bganba (p.o.) 2014 - 2014 Raul Chadżymba 2020                                                         |
| Premier Abchazji                                                 | - 2011 Leonid Łakierbaja 2014 - 2014 Władimir Diełba (p.o.) 2014 - 2014 Biesłan Butba 2015                                                        |
| Prezydent Afganistanu                                            | - 2001 Hamid Karzaj 2014 - 2014 Aszraf Ghani 2021                                                                                                 |
| Premier Afganistanu                                              | - 2014 Abdullah Abdullah 2020 |
| Prezydent Albanii                                                | - 2012 Bujar Nishani 2017 |
| Premier Albanii                                                  | - 2013 Edi Rama |
| Prezydent Algierii                                               | - 1999 Abd al-Aziz Buteflika 2019 |
| Premier Algierii                                                 | - 2012 Abd al-Malik Sallal 2014 - 2014 Jusuf al-Jusufi 2014 - 2014 Abd al-Malik Sallal 2017                                                       |
| Współksiążęta Andory                                             | - 2003 Joan Enric Vives Sicília 2025 - 2012 François Hollande 2017                                                                                |
| Premier Andory                                                   | - 2011 Antoni Martí 2019 |
| Prezydent Angoli                                                 | - 1979 José Eduardo dos Santos 2017 |
| Premier Antigui i Barbudy                                        | - 2004 Baldwin Spencer 2014 - 2014 Gaston Browne                                                                                                  |
| Król Arabii Saudyjskiej                                          | - 2005 Abd Allah ibn Abd al-Aziz Al Su’ud 2015 |
| Prezydent Argentyny                                              | - 2007 Cristina Fernández de Kirchner 2015 |
| Prezydent Armenii                                                | - 2008 Serż Sarkisjan 2018 |
| Premier Armenii                                                  | - 2008 Tigran Sarkisjan 2014 - 2014 Howik Abrahamian 2016                                                                                         |
| Premier Australii                                                | - 2013 Tony Abbott 2015 |
| Prezydent Austrii                                                | - 2004 Heinz Fischer 2016 |
| Kanclerz Austrii                                                 | - 2008 Werner Faymann 2016 |
| Prezydent Azerbejdżanu                                           | - 2003 İlham Əliyev |
| Premier Azerbejdżanu                                             | - 2003 Artur Rasizadə 2018 |
| Premier Bahamów                                                  | - 2012 Perry Christie 2017 |
| Król Bahrajnu                                                    | - 2002 Hamad ibn Isa Al Chalifa |
| Premier Bahrajnu                                                 | - 1970 Chalifa ibn Salman Al Chalifa 2020 |
| Prezydent Bangladeszu                                            | - 2013 Abdul Hamid 2023 |
| Premier Bangladeszu                                              | - 2009 Sheikh Hasina 2024 |
| Premier Barbadosu                                                | - 2010 Freundel Stuart 2018 |
| Król Belgów                                                      | - 2013 Filip I |
| Premier Belgii                                                   | - 2011 Elio Di Rupo 2014 - 2014 Charles Michel 2019                                                                                               |
| Premier Belize                                                   | - 2008 Dean Barrow 2020 |
| Prezydent Beninu                                                 | - 2006 Yayi Boni 2016 |
| Król Bhutanu                                                     | - 2006 Jigme Khesar Namgyel Wangchuck |
| Premier Bhutanu                                                  | - 2013 Tshering Tobgay 2018 |
| Prezydent Białorusi                                              | - 1994 Alaksandr Łukaszenka |
| Premier Białorusi                                                | - 2010 Michaił Miasnikowicz 2014 - 2014 Andriej Kobiakow 2018                                                                                     |
| Prezydent Boliwii                                                | - 2006 Evo Morales 2019 |
| Przewodniczący Prezydium Bośni i Hercegowiny                     | - 2013 Željko Komšić 2014 - 2014 Bakir Izetbegović 2014 - 2014 Mladen Ivanić 2015                                                                 |
| Premier Bośni i Hercegowiny                                      | - 2012 Vjekoslav Bevanda 2015 |
| Prezydent Botswany                                               | - 2008 Seretse Ian Khama 2018 |
| Prezydent Brazylii                                               | - 2011 Dilma Rousseff 2016 |
| Sułtan Brunei                                                    | - 1967 Hassanal Bolkiah |
| Prezydent Bułgarii                                               | - 2012 Rosen Plewneliew 2017 |
| Premier Bułgarii                                                 | - 2013 Płamen Oreszarski 2014 - 2014 Georgi Bliznaszki 2014 - 2014 Bojko Borisow 2017                                                             |
| Prezydent Burkiny Faso                                           | - 1987 Blaise Compaoré 2014 - 2014 Michel Kafando 2015                                                                                            |
| Premier Burkiny Faso                                             | - 2011 Luc-Adolphe Tiao 2014 - 2014 Isaac Zida 2016                                                                                               |
| Prezydent Burundi                                                | - 2005 Pierre Nkurunziza 2020 |
| Prezydent Chile                                                  | - 2010 Sebastián Piñera 2014 - 2014 Michelle Bachelet 2018                                                                                        |
| Przewodniczący ChRL                                              | - 2013 Xi Jinping |
| Premier Chin                                                     | - 2013 Li Keqiang 2023 |
| Prezydent Chorwacji                                              | - 2010 Ivo Josipović 2015 |
| Premier Chorwacji                                                | - 2011 Zoran Milanović 2016 |
| Prezydent Cypru                                                  | - 2013 Nikos Anastasiadis 2023 |
| Prezydent Cypru Północnego                                       | - 2010 Derviş Eroğlu 2015 |
| Prezydent Czadu                                                  | - 1990 Idriss Déby 2021 |
| Premier Czadu                                                    | - 2013 Kalzeubet Pahimi Deubet 2016 |
| Prezydent Czarnogóry                                             | - 2006 Filip Vujanović 2018 |
| Premier Czarnogóry                                               | - 2012 Milo Đukanović 2016 |
| Prezydent Czech                                                  | - 2013 Miloš Zeman 2023 |
| Premier Czech                                                    | - 2013 Jiří Rusnok 2014 - 2014 Bohuslav Sobotka 2017                                                                                              |
| Król Danii                                                       | - 1972 Małgorzata II 2024 |
| Premier Danii                                                    | - 2011 Helle Thorning-Schmidt 2015 |
| Prezydent DR Konga                                               | - 2001 Joseph Kabila 2019 |
| Premier DR Konga                                                 | - 2012 Augustin Matata Ponyo 2016 |
| Dalajlama                                                        | - 1940 Tenzin Gjaco |
| Prezydent Dominikany                                             | - 2012 Danilo Medina 2020 |
| Prezydent Dominiki                                               | - 2013 Charles Savarin 2023 |
| Premier Dominiki                                                 | - 2004 Roosevelt Skerrit |
| Prezydent Dżibuti                                                | - 1999 Ismail Omar Guelleh |
| Premier Dżibuti                                                  | - 2013 Abdoulkader Kamil Mohamed |
| Prezydent Egiptu                                                 | - 2013 Adli Mansur (p.o) 2014 - 2014 Abd al-Fattah as-Sisi                                                                                        |
| Premier Egiptu                                                   | - 2013 Hazim al-Biblawi 2014 - 2014 Ibrahim Mahlab 2015                                                                                           |
| Prezydent Ekwadoru                                               | - 2007 Rafael Correa 2017 |
| Prezydent Erytrei                                                | - 1993 Isajas Afewerki |
| Prezydent Estonii                                                | - 2006 Toomas Hendrik Ilves 2016 |
| Premier Estonii                                                  | - 2005 Andrus Ansip 2014 - 2014 Taavi Rõivas 2016                                                                                                 |
| Prezydent Etiopii                                                | - 2013 Mulatu Teshome 2018 |
| Premier Etiopii                                                  | - 2012 Hajlemarjam Desaleń 2018 |
| Przew. Komisji Europejskiej                                      | - 2004 José Manuel Durão Barroso (Portugalia) 2014 - 2014 Jean-Claude Juncker (Luksemburg) 2019                                                   |
| Przew. Rady Europejskiej                                         | - 2009 Herman Van Rompuy (Belgia) 2014 - 2014 Donald Tusk (Polska) 2019                                                                           |
| Prezydent Fidżi                                                  | - 2009 Epeli Nailatikau 2015 |
| Premier Fidżi                                                    | - 2007 Frank Bainimarama 2022 |
| Prezydent Filipin                                                | - 2010 Benigno Aquino III 2016 |
| Prezydent Finlandii                                              | - 2012 Sauli Niinistö 2024 |
| Premier Finlandii                                                | - 2011 Jyrki Katainen 2014 - 2014 Alexander Stubb 2015                                                                                            |
| Prezydent Francji                                                | - 2012 François Hollande 2017 |
| Premier Francji                                                  | - 2012 Jean-Marc Ayrault 2014 - 2014 Manuel Valls 2016                                                                                            |
| Prezydent Gabonu                                                 | - 2009 Ali Bongo Ondimba 2023 |
| Premier Gabonu                                                   | - 2012 Raymond Ndong Sima 2014 - 2014 Daniel Ona Ondo 2016                                                                                        |
| Prezydent Gambii                                                 | - 1994 Yahya Jammeh 2017 |
| Prezydent Ghany                                                  | - 2012 John Dramani Mahama 2017 |
| Prezydent Grecji                                                 | - 2005 Karolos Papulias 2015 |
| Premier Grecji                                                   | - 2012 Andonis Samaras 2015 |
| Premier Grenady                                                  | - 2013 Keith Mitchell 2022 |
| Prezydent Gruzji                                                 | - 2013 Giorgi Margwelaszwili 2018 |
| Premier Gruzji                                                   | - 2013 Irakli Garibaszwili 2015 |
| Prezydent Gujany                                                 | - 2011 Donald Ramotar 2015 |
| Premier Gujany                                                   | - 1999 Samuel Hinds 2015 |
| Prezydent Gwatemali                                              | - 2012 Otto Pérez Molina 2015 |
| Prezydent Gwinei                                                 | - 2010 Alpha Condé 2021 |
| Premier Gwinei                                                   | - 2010 Mohamed Saïd Fofana 2015 |
| Prezydent Gwinei Bissau                                          | - 2012 Manuel Serifo Nhamadjo (p.o.) 2014 - 2014 José Mário Vaz 2020                                                                              |
| Premier Gwinei Bissau                                            | - 2012 Rui Duarte de Barros (p.o.) 2014 - 2014 Domingos Simoes Pereira 2015                                                                       |
| Prezydent Gwinei Równikowej                                      | - 1979 Teodoro Obiang Nguema Mbasogo |
| Premier Gwinei Równikowej                                        | - 2012 Vicente Ehate Tomi 2016 |
| Prezydent Haiti                                                  | - 2011 Michel Martelly 2016 |
| Premier Haiti                                                    | - 2012 Laurent Lamothe 2014 - 2014 Florence Duperval Guillaume (p.o.) 2015                                                                        |
| Król Hiszpanii                                                   | - 1975 Jan Karol I 2014 - 2014 Filip VI |
| Premier Hiszpanii                                                | - 2011 Mariano Rajoy 2018 |
| Król Holandii                                                    | - 2013 Wilhelm-Aleksander |
| Premier Holandii                                                 | - 2010 Mark Rutte 2024 |
| Prezydent Hondurasu                                              | - 2010 Porfirio Lobo Sosa 2014 - 2014 Juan Orlando Hernández 2022                                                                                 |
| Najwyższy przywódca Iranu                                        | - 1989 Ali Chamenei |
| Prezydent Iranu                                                  | - 2013 Hasan Rouhani 2021 |
| Prezydent Iraku                                                  | - 2005 Dżalal Talabani 2014 - 2014 Fu’ad Masum 2018                                                                                               |
| Premier Iraku                                                    | - 2006 Nuri al-Maliki 2014 - 2014 Hajdar al-Abadi 2018                                                                                            |
| Prezydent Indii                                                  | - 2012 Pranab Mukherjee 2017 |
| Premier Indii                                                    | - 2004 Manmohan Singh 2014 - 2014 Narendra Modi                                                                                                   |
| Prezydent Indonezji                                              | - 2004 Susilo Bambang Yudhoyono 2014 - 2014 Joko Widodo 2024                                                                                      |
| Prezydent Irlandii                                               | - 2011 Michael D. Higgins |
| Premier Irlandii                                                 | - 2011 Enda Kenny 2017 |
| Prezydent Islandii                                               | - 1996 Ólafur Ragnar Grímsson 2016 |
| Premier Islandii                                                 | - 2013 Sigmundur Davíð Gunnlaugsson 2016 |
| Prezydent Izraela                                                | - 2007 Szimon Peres 2014 - 2014 Re’uwen Riwlin 2021                                                                                               |
| Premier Izraela                                                  | - 2009 Binjamin Netanjahu 2021 |
| Premier Jamajki                                                  | - 2012 Portia Simpson-Miller 2016 |
| Cesarz Japonii                                                   | - 1989 Akihito 2019 |
| Premier Japonii                                                  | - 2012 Shinzō Abe 2020 |
| Prezydent Jemenu                                                 | - 2012 Abd Rabbuh Mansur Hadi 2022 |
| Król Jordanii                                                    | - 1999 Abd Allah II |
| Premier Jordanii                                                 | - 2012 Abd Allah an-Nusur 2016 |
| Król Kambodży                                                    | - 2004 Norodom Sihamoni |
| Premier Kambodży                                                 | - 1993 Hun Sen 2023 |
| Prezydent Kamerunu                                               | - 1982 Paul Biya |
| Premier Kamerunu                                                 | - 2009 Philémon Yang 2019 |
| Premier Kanady                                                   | - 2006 Stephen Harper 2015 |
| Prezydent Górskiego Karabachu                                    | - 2007 Bako Sahakian 2020 |
| Emir Kataru                                                      | - 2013 Tamim ibn Hamad |
| Premier Kataru                                                   | - 2013 Abd Allah ibn Nasir ibn Chalifa 2020 |
| Prezydent Kazachstanu                                            | - 1991 Nursułtan Nazarbajew 2019 |
| Premier Kazachstanu                                              | - 2012 Seryk Achmetow 2014 - 2014 Karim Masimow 2016                                                                                              |
| Prezydent Kenii                                                  | - 2013 Uhuru Kenyatta 2022 |
| Prezydent Kirgistanu                                             | - 2011 Ałmazbek Atambajew 2017 |
| Premier Kirgistanu                                               | - 2012 Dżantörö Satybałdijew 2014 - 2014 Dżoomart Otorbajew 2015                                                                                  |
| Prezydent Kiribati                                               | - 2013 Anote Tong 2016 |
| Prezydent Kolumbii                                               | - 2010 Juan Manuel Santos 2018 |
| Prezydent Konga                                                  | - 1997 Denis Sassou-Nguesso |
| Patriarcha Konstantynopola                                       | - 1991 Bartłomiej I |
| Prezydent Korei Południowej                                      | - 2013 Park Geun-hye 2017 |
| Premier Korei Południowej                                        | - 2013 Jung Hong-won 2015 |
| Prezydent KRLD                                                   | - 1998 Kim Il Sŏng („Wieczny Prezydent”) 2019 |
| Najwyższy Przywódca KRLD                                         | - 2011 Kim Dzong Un |
| Premier KRLD                                                     | - 2013 Pak Pong Ju 2019 |
| Prezydent Kosowa                                                 | - 2011 Atifete Jahjaga 2016 |
| Premier Kosowa                                                   | - 2008 Hashim Thaçi 2014 - 2014 Isa Mustafa 2017                                                                                                  |
| Prezydent Kostaryki                                              | - 2010 Laura Chinchilla Miranda 2014 - 2014 Luis Guillermo Solís Rivera 2018                                                                      |
| Przewodniczący Rady Państwa Kuby                                 | - 2008 Raúl Castro 2018 |
| Emir Kuwejtu                                                     | - 2006 Sabah IV 2020 |
| Premier Kuwejtu                                                  | - 2011 Jaber Al-Mubarak Al-Hamad Al-Sabah 2019 |
| Prezydent Laosu                                                  | - 2006 Choummaly Sayasone 2016 |
| Król Lesotho                                                     | - 1996 Letsie III |
| Premier Lesotho                                                  | - 2012 Tom Thabane 2015 - 2012 Pakalitha Mosisili 2017                                                                                            |
| Prezydent Libanu                                                 | - 2008 Michel Sulaiman 2014 - 2014 Tammam Salam (p.o.) 2016                                                                                       |
| Premier Libanu                                                   | - 2011 Nadżib Mikati 2014 - 2014 Tammam Salam 2016                                                                                                |
| Prezydent Liberii                                                | - 2006 Ellen Johnson-Sirleaf 2018 |
| Przywódca Libii                                                  | - 2013 Nuri Abu Sahmajn 2014 - 2014 Akila Salih Isa 2016                                                                                          |
| Premier Libii                                                    | - 2012 Ali Zajdan 2014 - 2014 Abd Allah as-Sani 2021 - 2014 Umar al-Hasi (p.o.) 2015                                                              |
| Książę Liechtensteinu                                            | - 1989 Jan Adam II |
| Premier Liechtensteinu                                           | - 2013 Adrian Hasler 2021 |
| Prezydent Litwy                                                  | - 2009 Dalia Grybauskaitė 2019 |
| Premier Litwy                                                    | - 2012 Algirdas Butkevičius 2016 |
| Wielki książę Luksemburga                                        | - 2000 Henryk |
| Premier Luksemburga                                              | - 2013 Xavier Bettel 2023 |
| Prezydent Łotwy                                                  | - 2011 Andris Bērziņš 2015 |
| Premier Łotwy                                                    | - 2009 Valdis Dombrovskis 2014 - 2014 Laimdota Straujuma 2016                                                                                     |
| Prezydent Macedonii                                              | - 2009 Ǵorge Iwanow 2019 |
| Premier Macedonii                                                | - 2006 Nikoła Gruewski 2016 |
| Prezydent Madagaskaru                                            | - 2009 Andry Rajoelina 2014 - 2014 Hery Rajaonarimampianina 2018                                                                                  |
| Premier Madagaskaru                                              | - 2011 Omer Beriziky 2014 - 2014 Roger Kolo 2015                                                                                                  |
| Prezydent Malawi                                                 | - 2012 Joyce Banda 2014 - 2014 Peter Mutharika 2020                                                                                               |
| Prezydent Malediwów                                              | - 2013 Abdullah Jamin 2018 |
| Premier Malezji                                                  | - 2009 Najib Razak 2018 |
| Prezydent Mali                                                   | - 2013 Ibrahim Boubacar Keïta 2020 |
| Premier Mali                                                     | - 2013 Oumar Tatam Ly 2014 - 2014 Moussa Mara 2015                                                                                                |
| Prezydent Malty                                                  | - 2009 George Abela 2014 - 2014 Marie-Louise Coleiro Preca 2019                                                                                   |
| Premier Malty                                                    | - 2013 Joseph Muscat 2020 |
| Król Maroka                                                      | - 1999 Muhammad VI |
| Premier Maroka                                                   | - 2011 Abdelilah Benkirane 2017 |
| Prezydent Mauretanii                                             | - 2009 Muhammad uld Abd al-Aziz 2019 |
| Premier Mauretanii                                               | - 2008 Maulaj uld Muhammad al-Aghzaf 2014 - 2014 Jahja wuld Haddamin 2018                                                                         |
| Prezydent Mauritiusa                                             | - 2012 Rajkeswur Purryag 2015 |
| Premier Mauritiusa                                               | - 2005 Navin Ramgoolam 2014 - 2014 Anerood Jugnauth 2017                                                                                          |
| Prezydent Meksyku                                                | - 2012 Enrique Peña Nieto 2018 |
| Prezydent Mikronezji                                             | - 2007 Manny Mori 2015 |
| Prezydent Mjanmy                                                 | - 2011 Thein Sein 2016 |
| Prezydent Mołdawii                                               | - 2012 Nicolae Timofti 2016 |
| Premier Mołdawii                                                 | - 2013 Iurie Leancă 2015 |
| Książę Monako                                                    | - 2005 Albert II |
| Minister stanu Monako                                            | - 2010 Michel Roger 2015 |
| Prezydent Mongolii                                               | - 2009 Cachiagijn Elbegdordż 2017 |
| Premier Mongolii                                                 | - 2012 Norowyn Altanchujag 2014 - 2014 Dendewiin Cerbiszdagwa (p.o.) 2014 - 2014 Czimedijn Sajchanbileg 2016                                      |
| Prezydent Mozambiku                                              | - 2005 Armando Guebuza 2015 |
| Premier Mozambiku                                                | - 2012 Alberto Vaquina 2015 |
| Prezydent Naddniestrza                                           | - 2011 Jewgienij Szewczuk 2016 |
| Prezydent Namibii                                                | - 2005 Hifikepunye Pohamba 2015 |
| Premier Namibii                                                  | - 2012 Hage Geingob 2015 |
| Sekretarz generalny NATO                                         | - 2009 Anders Fogh Rasmussen (Dania) 2014 - 2014 Jens Stoltenberg (Norwegia) 2024                                                                 |
| Prezydent Nauru                                                  | - 2013 Baron Waqa 2019 |
| Prezydent Nepalu                                                 | - 2008 Ram Baran Yadav 2015 |
| Premier Nepalu                                                   | - 2013 Khil Raj Regmi (p.o.) 2014 - 2014 Sushil Koirala 2015                                                                                      |
| Prezydent Niemiec                                                | - 2012 Joachim Gauck 2017 |
| Kanclerz Niemiec                                                 | - 2005 Angela Merkel 2021 |
| Prezydent Nigru                                                  | - 2011 Mahamadou Issoufou 2021 |
| Premier Nigru                                                    | - 2011 Brigi Rafini 2021 |
| Prezydent Nigerii                                                | - 2010 Goodluck Jonathan 2015 |
| Prezydent Nikaragui                                              | - 2007 Daniel Ortega 2025 |
| Król Norwegii                                                    | - 1991 Harald V |
| Premier Norwegii                                                 | - 2013 Erna Solberg 2021 |
| Premier Nowej Zelandii                                           | - 2008 John Key 2016 |
| Prezydent Osetii Południowej                                     | - 2012 Leonid Tibiłow 2017 |
| Sułtan Omanu                                                     | - 1970 Kabus ibn Sa’id 2020 |
| Sekretarz generalny ONZ                                          | - 2007 Ban Ki-moon (Korea Południowa) 2016 |
| Prezydent Pakistanu                                              | - 2013 Mamnun Husajn 2018 |
| Premier Pakistanu                                                | - 2013 Nawaz Sharif 2017 |
| Prezydent Palau                                                  | - 2013 Tommy Remengesau 2021 |
| Prezydent Palestyny                                              | - 2013 Mahmud Abbas |
| Premier Palestyny                                                | - 2013 Rami Hamd Allah 2019 |
| Prezydent Panamy                                                 | - 2009 Ricardo Martinelli 2014 - 2014 Juan Carlos Varela 2019                                                                                     |
| Papież                                                           | - 2013 Franciszek 2025 |
| Premier Papui-Nowej Gwinei                                       | - 2011 Peter O’Neill 2019 |
| Prezydent Paragwaju                                              | - 2013 Horacio Cartes 2018 |
| Prezydent Peru                                                   | - 2011 Ollanta Humala 2016 |
| Premier Peru                                                     | - 2013 César Villanueva 2014 - 2014 René Cornejo 2014 - 2014 Ana Jara 2015                                                                        |
| Prezydent Południowej Afryki                                     | - 2009 Jacob Zuma 2018 |
| Prezydent Portugalii                                             | - 2006 Aníbal Cavaco Silva 2016 |
| Premier Portugalii                                               | - 2011 Pedro Passos Coelho 2015 |
| Sekretarz generalny Rady Europy                                  | - 2009 Thorbjørn Jagland (Norwegia) 2019 |
| Prezydent Republiki Środkowoafrykańskiej                         | - 2013 Michel Djotodia 2014 |
| Premier Republiki Środkowoafrykańskiej                           | - 2013 Nicolas Tiangaye 2014 - 2014 André Nzapayeké 2014 - 2014 Mahamat Kamoun 2016                                                               |
| Prezydent Republiki Zielonego Przylądka                          | - 2011 Jorge Carlos Fonseca 2021 |
| Premier Republiki Zielonego Przylądka                            | - 2001 José Maria Neves 2016 |
| Prezydent Rosji                                                  | - 2012 Władimir Putin |
| Premier Rosji                                                    | - 2012 Dmitrij Miedwiediew 2020 |
| Prezydent Rumunii                                                | - 2012 Traian Băsescu 2014 - 2014 Klaus Iohannis 2025                                                                                             |
| Premier Rumunii                                                  | - 2012 Victor Ponta 2015 |
| Prezydent Rwandy                                                 | - 2000 Paul Kagame |
| Premier Rwandy                                                   | - 2011 Pierre Damien Habumuremyi 2014 - 2014 Anastase Murekezi 2017                                                                               |
| Premier Saint Kitts i Nevis                                      | - 1995 Denzil Douglas 2015 |
| Premier Saint Lucia                                              | - 2011 Kenny Anthony 2016 |
| Premier Saint Vincent i Grenadyn                                 | - 2001 Ralph Gonsalves |
| Prezydent Salwadoru                                              | - 2009 Mauricio Funes 2014 - 2014 Salvador Sánchez Cerén 2019                                                                                     |
| O le Ao o le Malo Samoa                                          | - 2007 Tupua Tamasese Tupuola Tufuga Efi 2017 |
| Premier Samoa                                                    | - 1998 Tuilaʻepa Sailele Malielegaoi 2021 |
| Kapitanowie Regenci San Marino                                   | - 2013 Anna Maria Muccioli Gian Carlo Capicchioni 2014 - 2014 Valeria Ciavatta Luca Beccari 2014 - 2014 Gian Franco Terenzi Guerrino Zanotti 2015 |
| Sekretarz Stanu do spraw Politycznych i Zagranicznych San Marino | - 2012 Pasquale Valentini 2016 |
| Prezydent Senegalu                                               | - 2012 Macky Sall 2024 |
| Premier Senegalu                                                 | - 2013 Aminata Touré 2014 - 2014 Mohamed Dionne 2019                                                                                              |
| Prezydent Serbii                                                 | - 2012 Tomislav Nikolić 2017 |
| Premier Serbii                                                   | - 2012 Ivica Dačić 2014 - 2014 Aleksandar Vučić 2017                                                                                              |
| Prezydent Seszeli                                                | - 2004 James Michel 2016 |
| Prezydent Sierra Leone                                           | - 2007 Ernest Bai Koroma 2018 |
| Prezydent Singapuru                                              | - 2011 Tony Tan Keng Yam 2017 |
| Premier Singapuru                                                | - 2004 Lee Hsien Loong 2024 |
| Prezydent Słowacji                                               | - 2004 Ivan Gašparovič 2014 - 2014 Andrej Kiska 2019                                                                                              |
| Premier Słowacji                                                 | - 2012 Robert Fico 2018 |
| Prezydent Słowenii                                               | - 2012 Borut Pahor 2022 |
| Premier Słowenii                                                 | - 2013 Alenka Bratušek 2014 - 2014 Miro Cerar 2018                                                                                                |
| Prezydent Somalii                                                | - 2012 Hassan Sheikh Mohamud 2017 |
| Premier Somalii                                                  | - 2013 Cabdiwali Sheekh Axmed 2014 - 2014 Omar Abdirashid Ali Sharmarke 2017                                                                      |
| Prezydent Sri Lanki                                              | - 2005 Mahinda Rajapaksa 2015 |
| Premier Sri Lanki                                                | - 2010 D.M. Jayaratne 2015 |
| Król Suazi                                                       | - 1986 Ntombi (współpanująca) 2018 - 1986 Mswati III 2018                                                                                         |
| Premier Suazi                                                    | - 2008 Barnabas Sibusiso Dlamini 2018 |
| Prezydent Sudanu                                                 | - 1989 Umar al-Baszir 2019 |
| Prezydent Sudanu Południowego                                    | - 2011 Salva Kiir Mayardit |
| Prezydent Surinamu                                               | - 2010 Dési Bouterse 2020 |
| Prezydent Syrii                                                  | - 2000 Baszszar al-Asad 2024 |
| Premier Syrii                                                    | - 2012 Wa’il al-Halki 2016 |
| Prezydent Szwajcarii                                             | - 2014 Didier Burkhalter 2014 |
| Król Szwecji                                                     | - 1973 Karol XVI Gustaw |
| Premier Szwecji                                                  | - 2006 Fredrik Reinfeldt 2014 - 2014 Stefan Löfven 2021                                                                                           |
| Prezydent Tadżykistanu                                           | - 1994 Emomali Rahmon |
| Premier Tadżykistanu                                             | - 2013 Kohir Rasulzoda |
| Król Tajlandii                                                   | - 1946 Bhumibol Adulyadej 2016 |
| Premier Tajlandii                                                | - 2011 Yingluck Shinawatra 2014 - 2014 Niwatthamrong Boonsongpaisan 2014 - 2014 Prayuth Chan-ocha 2023                                            |
| Prezydent Tajwanu                                                | - 2008 Ma Ying-jeou 2016 |
| Prezydent Tanzanii                                               | - 2005 Jakaya Kikwete 2015 |
| Premier Tanzanii                                                 | - 2008 Mizengo Pinda 2015 |
| Prezydent Timoru Wschodniego                                     | - 2012 Taur Matan Ruak 2017 |
| Premier Timoru Wschodniego                                       | - 2007 Xanana Gusmão 2015 |
| Prezydent Togo                                                   | - 2005 Faure Gnassingbé 2025 |
| Premier Togo                                                     | - 2012 Kwesi Ahoomey-Zunu 2015 |
| Król Tonga                                                       | - 2012 Tupou VI |
| Premier Tonga                                                    | - 2010 Lord Tuʻivakanō 2014 - 2014 ʻAkilisi Pohiva 2019                                                                                           |
| Prezydent Trynidadu i Tobago                                     | - 2013 Anthony Carmona 2018 |
| Premier Trynidadu i Tobago                                       | - 2010 Kamla Persad-Bissessar 2015 |
| Prezydent Tunezji                                                | - 2011 Al-Munsif al-Marzuki 2014 - 2014 Al-Badżi Ka’id as-Sibsi 2019                                                                              |
| Premier Tunezji                                                  | - 2013 Ali al-Urajjid 2014 - 2014 Mahdi Dżuma 2015                                                                                                |
| Prezydent Turcji                                                 | - 2007 Abdullah Gül 2014 - 2014 Recep Tayyip Erdoğan                                                                                              |
| Premier Turcji                                                   | - 2003 Recep Tayyip Erdoğan 2014 - 2014 Ahmet Davutoğlu 2016                                                                                      |
| Prezydent Turkmenistanu                                          | - 2006 Gurbanguly Berdimuhamedow 2022 |
| Prezydent Ugandy                                                 | - 1986 Yoweri Museveni |
| Premier Ugandy                                                   | - 2011 Amama Mbabazi 2014 - 2014 Ruhakana Rugunda 2021                                                                                            |
| Prezydent Ukrainy                                                | - 2010 Wiktor Janukowycz 2014 - 2014 Petro Poroszenko 2019                                                                                        |
| Premier Ukrainy                                                  | - 2010 Mykoła Azarow 2014 - 2014 Arsenij Jaceniuk 2016                                                                                            |
| Prezydent Urugwaju                                               | - 2010 José Mujica 2015 |
| Prezydent USA                                                    | - 2009 Barack Obama 2017 |
| Prezydent Uzbekistanu                                            | - 1991 Islom Karimov 2016 |
| Premier Uzbekistanu                                              | - 2003 Shavkat Mirziyoyev 2016 |
| Prezydent Vanuatu                                                | - 2009 Iolu Abil 2014 - 2014 Philip Boedoro (p.o.) 2014 - 2014 Baldwin Lonsdale 2017                                                              |
| Premier Vanuatu                                                  | - 2013 Moana Carcasses Kalosil 2014 - 2014 Joe Natuman 2015                                                                                       |
| Prezydent Wenezueli                                              | - 2013 Nicolás Maduro |
| Prezydent Węgier                                                 | - 2012 János Áder 2022 |
| Premier Węgier                                                   | - 2010 Viktor Orbán |
| Monarcha Wielkiej Brytanii                                       | - 1952 Elżbieta II 2022 |
| Premier Wielkiej Brytanii                                        | - 2010 David Cameron 2016 |
| Prezydent Wietnamu                                               | - 2011 Trương Tấn Sang 2016 |
| Premier Wietnamu                                                 | - 2006 Nguyễn Tấn Dũng 2016 |
| Prezydent Włoch                                                  | - 2006 Giorgio Napolitano 2015 |
| Premier Włoch                                                    | - 2013 Enrico Letta 2014 - 2014 Matteo Renzi 2016                                                                                                 |
| Prezydent WKS                                                    | - 2010 Alassane Ouattara |
| Premier WKS                                                      | - 2012 Daniel Kablan Duncan 2017 |
| Prezydent Wysp Marshalla                                         | - 2012 Christopher Loeak 2016 |
| Prezydent Wysp Świętego Tomasza i Książęcej                      | - 2011 Manuel Pinto da Costa 2016 |
| Prezydent Zambii                                                 | - 2011 Michael Sata 2014 - 2014 Guy Scott 2015 |
| Prezydent Zimbabwe                                               | - 1987 Robert Mugabe 2017 |
| Prezydent ZEA                                                    | - 2004 Chalifa ibn Zajid Al Nahajjan 2022 |
| Premier ZEA                                                      | - 2006 Muhammad ibn Raszid al-Maktum |

Rok 2014 / MMXIV
stulecia: XX wiek ~
XXI wiek ~
XXII wiek

dziesięciolecia:
1980–1989 •
1990–1999 •
2000–2009 •
2010–2019
• 2020–2029

lata: 2004 «
2009 «
2010 «
2011 «
2012 «
2013 «
2014
» 2015
» 2016
» 2017
» 2018
» 2019
» 2024

## Rok 2014 ogłoszono
- Rokiem Jana Karskiego[1]
- Rokiem Jana Nowaka-Jeziorańskiego[2]
- Rokiem Oskara Kolberga[3]
- Rokiem św. Jana z Dukli[4]
- Rokiem Wielkiego Jubileuszu Uniwersytetu Jagiellońskiego[5]
- Rokiem Zygmunta Chychły[6]

## Wydarzenia

### Wydarzenia w Polsce

#### Styczeń
- 1 stycznia – Dobrzyca, Modliborzyce, Mrozy, Stepnica i Zaklików uzyskały prawa miejskie.
- 7 stycznia – Małgorzata Kidawa-Błońska została nowym rzecznikiem prasowym Rady Ministrów zastępując Pawła Grasia[7].
- 12 stycznia – XXII finał Wielkiej Orkiestry Świątecznej Pomocy.
- 22 stycznia – wejście w życie ustawy o postępowaniu wobec osób z zaburzeniami psychicznymi stwarzających zagrożenie życia, zdrowia lub wolności seksualnej innych osób[8].

#### Marzec
- 12 marca – metropolita poznański abp Stanisław Gądecki został wybrany na nowego przewodniczącego Konferencji Episkopatu Polski[9].
- 13 marca – minister rolnictwa i rozwoju wsi Stanisław Kalemba podał się do dymisji z powodu braku działań dotyczących zwalczania skutków wystąpienia w Polsce afrykańskiego pomoru świń u dzików[10]. Dymisja została przyjęta przez Prezesa Rady Ministrów Donalda Tuska.
- 17 marca – Marek Sawicki został powołany przez Prezydenta RP na stanowisko ministra rolnictwa i rozwoju wsi[11].

### Maj
- 17 maja – biskup Wojciech Polak został mianowany prymasem Polski i arcybiskupem metropolitą gnieźnieńskim[12].
- 25 maja – odbyły się wybory do Parlamentu Europejskiego[13].

#### Czerwiec
- 3 czerwca – prezydent Stanów Zjednoczonych Ameryki Barack Obama przybył z dwudniową oficjalną wizytą[14].
- 4 czerwca – w Warszawie na placu Zamkowym odbyły się główne państwowe uroczystości z okazji 25. rocznicy częściowo wolnych wyborów, które zapoczątkowały w Polsce zmiany ustrojowe. Gościem honorowym był Barack Obama[15].
- 5 czerwca – otwarto Ogród Sprawiedliwych w Warszawie[16].
- 7 czerwca – w Gnieźnie w bazylice prymasowskiej odbył się ingres abp Wojciecha Polaka, prymasa Polski[17].
- 14 czerwca – wybuchła tzw. afera podsłuchowa. Tygodnik „Wprost” opublikował na swojej stronie internetowej stenogramy z nielegalnie podsłuchanych rozmów polityków[18].
- 24 czerwca – w Polsce przebywał król Holandii Wilhelm[19].
- 26 czerwca – otwarto polsko-ukraińskie drogowe przejście graniczne Dołhobyczów-Uhrynów[20].

#### Wrzesień
- 22 września – zaprzysiężenie rządu Ewy Kopacz[21][22].
- 24 września – były minister spraw zagranicznych Radosław Sikorski został wybrany na nowego Marszałka Sejmu VII kadencji[23].

#### Listopad
- 8 listopada – Donald Tusk ustąpił z funkcji przewodniczącego Platformy Obywatelskiej, przekazując obowiązki Ewie Kopacz[24].
- 9 listopada – oddano do użytku największy w Polsce kompleks postindustrialny, w którym powstało Centrum Nauki i Sztuki – Stara Kopalnia obiekt powstał na terenie nieczynnej kopalni w Wałbrzychu[25].
- 16 listopada – odbyły się wybory samorządowe[26].
- 30 listopada – II tura wyborów samorządowych[27].

#### Grudzień
- 10 grudnia – pożar Zamku Książ w Wałbrzychu, około 14:00 godziny na poddaszu zamku wybuchł pożar, spaliło się około 500 m² powierzchni poddasza, podczas akcji gaśniczej zostały zalane niektóre komnaty. W akcji gaśniczej udział wzięło 37 zastępów straży pożarnej z całego województwa dolnośląskiego[28][29].
- 25 grudnia – weszła w życie ustawa o prawach konsumenta[30].

### Wydarzenia na świecie

#### Styczeń
- 1 stycznia – Grecja objęła prezydencję w Unii Europejskiej.
- 1 stycznia – Łotwa weszła do strefy euro.
- 22 stycznia – protesty na Ukrainie: 5 osób zginęło w wyniku zamieszek na Euromajdanie i ul. Hruszewskiego w Kijowie.
- 28 stycznia – protesty na Ukrainie: Premier Mykoła Azarow podał się do dymisji.

#### Luty
- 13 lutego – Belgia stała się pierwszym krajem na świecie, który zalegalizował eutanazję bez limitów wiekowych.
- 20 lutego – protesty na Ukrainie: co najmniej 70 osób zginęło w wyniku zamieszek na placu Niepodległości.
- 21 lutego – protesty na Ukrainie: pozorny przełom: w rozmowach dyplomatów UE i opozycji z prezydentem Janukowyczem ustalono m.in. ograniczenie praw prezydenta do tych z konstytucji z 2004 roku, stworzenie nowego rządu w ciągu 10 dni i wcześniejsze wybory prezydenckie – w grudniu 2014 roku.
- 22 lutego – protesty na Ukrainie: zamach stanu: Rada Najwyższa Ukrainy odwołała prezydenta Wiktora Janukowycza; była premier Ukrainy Julia Tymoszenko opuściła zakład karny[31]
- 24 lutego – protesty na Ukrainie: wydano list gończy za Wiktorem Janukowyczem.

#### Marzec
- 2 marca – w Hollywood odbyła się 86. ceremonia wręczenia Oscarów. Siedem nagród otrzymał film Grawitacja, a nagrodę dla najlepszego filmu – twórcy filmu Zniewolony.
- 8 marca – zaginięcie lotu Malaysia Airlines 370.
- 21 marca – Unia Europejska i Ukraina podpisały w Brukseli polityczną część umowy stowarzyszeniowej.

#### Kwiecień
- 27 kwietnia – w Watykanie na placu św. Piotra papież Franciszek dokonał kanonizacji papieży: Jana XXIII oraz Jana Pawła II. Na uroczystości obecny był emerytowany papież Benedykt XVI[32][33]. Była to pierwsza podwójna kanonizacja papieży w XXI wieku i zarazem pierwsza kanonizacja głowy Kościoła od czasu kanonizacji Piusa X w 1954 oraz pierwszy raz, kiedy papież kanonizował dwóch swoich poprzedników i kiedy to na jednej uroczystości przewodniczyło dwóch papieży – emerytowany i obecny.

#### Maj
- 11 maja – odbyły się referenda niepodległościowe w obwodzie ługańskim i donieckim (nieuznawane przez władze ukraińskie).
- 13 maja – w katastrofie górniczej w tureckim mieście Soma zginęły co najmniej 282 osoby.
- 17 maja – w katastrofie wojskowego samolotu An-74 w Baan Nadi w prowincji Xieng Khouang w północnym Laosie zginęło 17 osób, w tym laotański minister obrony narodowej gen. Douangchay Phichit z małżonką, minister bezpieczeństwa publicznego Thongbanh Sengaphone, gubernator Prowincji Wientian Soukanh Mahalath i jeden z sekretarzy Komitetu Centralnego Laotańskiej Partii Ludowo-Rewolucyjnej Cheuang Sombounkhanh.
- 22 maja – zamach stanu w Tajlandii dokonany przez Tajską Armię Królewską[34].
- 22–25 maja – wybory do Parlamentu Europejskiego w 2014 roku.
- 25 maja – wybory prezydenckie na Ukrainie: w pierwszej turze wygrał Petro Poroszenko, który zdobył 54,22% związku z tym drugiej tury nie było[35].
- 31 maja – koniec prawa władz Szwajcarii do limitowania liczby imigrantów zarobkowych z niektórych krajów europejskich. Kraje, których obywatele nie będą podlegać limitom, zgodnie z zasadami swobodnego przepływu osób to: Polska, Estonia, Węgry, Łotwa, Litwa, Czechy, Słowacja, Słowenia, Austria, Belgia, Cypr, Dania, Finlandia, Francja, Grecja, Irlandia, Włochy, Luksemburg, Malta, Holandia, Portugalia, Hiszpania, Wielka Brytania, Szwecja[36].

#### Czerwiec
- 4/5 czerwca – konflikt na wschodniej Ukrainie: w nocy rebelianci zaatakowali trzy punkty kontroli granicznej w obwodzie ługańskim. Po wymianie ognia strażnicy zamknęli i opuścili posterunki. Tym samym siły ukraińskie utraciły kontrolę nad 130 km pasa granicznego z Rosją.
- 6 czerwca:
  - na Węgrzech utworzono trzeci rząd Viktora Orbána.
  - we Francji na plaży Sword w Ouistreham odbyły się główne międzynarodowe uroczystości z okazji 70 rocznicy lądowania wojsk alianckich w Normandii w czasie II wojny światowej[37].
- 7 czerwca – w parlamencie w Kijowie Petro Poroszenko został zaprzysiężony na urząd Prezydenta Ukrainy[38].
- 8 czerwca – marszałek polny Abd al-Fattah as-Sisi został prezydentem Egiptu.
- 9 czerwca – teledysk do utworu Gangnam Style rapera Psy jako pierwszy w historii YouTube osiągnął 2 miliardy wyświetleń.
- 9/10 czerwca – ofensywa Państwa Islamskiego w Iraku: w nocy rebelianci zdobyli Mosul.
- 10 czerwca – Re’uwen Riwlin został wybrany przez Kneset na urząd prezydenta Izraela.
- 11 czerwca – ofensywa Państwa Islamskiego w Iraku: rebelianci zdobyli Tikrit.
- 12 czerwca – ofensywa Państwa Islamskiego w Iraku: w zdobytym przez dżihadystów Tikricie doszło do masakry 560-770 według Human Rights Watch lub 1700 według Państwa Islamskiego żołnierzy, rekrutów, policjantów i innych osób z otoczenia irackich sił bezpieczeństwa.
- 13 czerwca:
  - konflikt na wschodniej Ukrainie: siły ukraińskie odzyskały kontrolę nad Mariupolem.
  - Gaston Browne został premierem Antigui i Barbudy.
- 14 czerwca – konflikt na wschodniej Ukrainie: w Ługańsku prorosyjscy separatyści zestrzelili podchodzący do lądowania ukraiński samolot Ił-76, w wyniku czego zginęło 40 żołnierzy i 9 członków załogi.
- 15 czerwca:
  - Andrej Kiska został prezydentem Słowacji.
  - 48 osób zginęło w wyniku ataku somalijskich islamistów na leżące nad Oceanem Indyjskim kenijskie miasto Mpeketoni.
- 16 czerwca – Amerykanin Jeremiah Heaton, w celu uczynienia swej córki księżniczką, zgłosił pretensje do lezącego na granicy Egiptu i Sudanu terytorium Bir Tawil o niejasnej przynależności, wbił w jego ziemię flagę i powołał do życia „Królestwo Północnego Sudanu”. Mimo poparcia władz egipskich nowy twór państwowy nie został jeszcze przez nikogo uznany.
- 18 czerwca:
  - 21 osób zginęło, a 27 zostało rannych w mieście Damaturu w północno-zachodniej Nigerii w zamachu bombowym na lokal, w którym kibice oglądali mecz piłkarskich Mistrzostw Świata.
  - były prezydent Turcji gen. Kenan Evren i były dowódca sił powietrznych gen. Tahsin Şahinkaya zostali skazani na kary dożywotniego pozbawienia wolności za przeprowadzenie zamachu stanu w roku 1980.
- 19 czerwca:
  - abdykował król Hiszpanii Jan Karol I na rzecz syna Filipa VI.
  - na górze Cerro Armazones leżącej w centralnej części pustyni Atakama w Chile rozpoczęto budowę największego na świecie Ekstremalnie Wielkiego Teleskopu Europejskiego (E-ELT), zaprojektowanego przez Europejskie Obserwatorium Południowe (ESO).
- 21 czerwca – ubiegający się o reelekcję Muhammad uld Abd al-Aziz wygrał w I turze wybory prezydenckie w Mauretanii.
- 23 czerwca – José Mário Vaz został prezydentem Gwinei Bissau.
- 24 czerwca:
  - Alexander Stubb został premierem Finlandii.
  - konflikt na wschodniej Ukrainie: 9 ukraińskich żołnierzy zginęło w wyniku zestrzelenia przez separatystów śmigłowca Mi-8 koło Słowiańska.
- 25 czerwca – w Libii odbyły się wybory do Izby Reprezentantów, która zastąpiła Powszechny Kongres Narodowy.
- 27 czerwca – Gruzja, Mołdawia i Ukraina (tylko część handlową) podpisały umowy stowarzyszeniowe z Unią Europejską.
- 29 czerwca – na okupowanych przez dżihadystów terenach w Syrii i Iraku proklamowano samozwańczy kalifat pod nazwą Państwo Islamskie.

#### Lipiec
- 1 lipca – Włochy objęły prezydencję w Unii Europejskiej.
- 17 lipca – w obwodzie donieckim na Ukrainie w wyniku ataku rakietowego dokonanego przez separatystów wspieranych przez Rosję, doszło do katastrofy cywilnego rejsowego samolotu pasażerskiego należącego do linii lotniczych Malaysia Airlines (lot nr MH17), lecącego z Amsterdamu do Kuala Lumpur. Zginęło 298 osób – wszyscy pasażerowie i załoga samolotu[39][40][41].

#### Sierpień
- 30 sierpnia – premier Donald Tusk podczas spotkania Rady Europejskiej został wybrany na nowego przewodniczącego Rady Europejskiej, zaś włoska minister spraw zagranicznych Federica Mogherini na nową szefową unijnej dyplomacji[42].

#### Październik
- 19 października – beatyfikacja papieża Pawła VI[43].

#### Grudzień
- 1 grudnia – Donald Tusk objął funkcję przewodniczącego Rady Europejskiej.

## Wydarzenia sportowe

### Styczeń
- 13 grudnia–1 stycznia – 21. Mistrzostwa Świata w Darcie PDC mężczyzn w Londynie. W finale Holender Michael van Gerwen pokonał 7:4 Szkota Petera Wrighta.
- 28 grudnia-5 stycznia – 8. edycja Tour de Ski w biegach narciarskich. Zwyciężyli reprezentanci Norwegii – Therese Johaug oraz Martin Johnsrud Sundby.
- 28 grudnia-6 stycznia – 62. Turniej Czterech Skoczni w skokach narciarskich. Zawody wygrał Austriak Thomas Diethart.
- 4–12 stycznia – 37. Mistrzostwa Świata w Darcie BDO w angielskim Frimley Green. W finale mężczyzn Stephen Bunting(inne języki) pokonał Alana Norrisa(inne języki) 7:4, z kolei u kobiet Lisa Ashton(inne języki) wygrała pojedynek z Detą Hedman(inne języki) 3:2.
- 11–12 stycznia – 111. Mistrzostwa Europy w Łyżwiarstwie Szybkim w Wieloboju w norweskim Hamarze. Zarówno wśród mężczyzn, jak i kobiet, najlepsi okazali się reprezentanci Holandii – Jan Blokhuijsen i Ireen Wüst.
- 13–19 stycznia – 78. Mistrzostwa Europy w Łyżwiarstwie Figurowym w węgierskim Budapeszcie. Wśród solistów najlepszy okazał się Hiszpan Javier Fernández López, natomiast u solistek Rosjanka Julija Lipnicka. W rywalizacji par sportowych zwyciężyła rosyjska para Tetiana Wołosożar i Maksim Trańkow, natomiast w przypadku par tanecznych Włosi – Anna Cappellini i Luca Lanotte.
- 12–26 stycznia – 11. Mistrzostwa Europy piłkarzy ręcznych w Danii. W finale Francja pokonała gospodarzy, a zarazem obrońców tytułu 41:32. W pojedynku o brązowy medal Hiszpania wygrała z Chorwacją 29:28.
- 13–26 stycznia – 102. edycja Australian Open. W singlu triumfowali Szwajcar Stan Wawrinka oraz Chinka Li Na, w deblu Polak Łukasz Kubot ze Szwedem Robertem Lindstedtem oraz Włoszki Sara Errani i Roberta Vinci, natomiast w mikście Francuzka Kristina Mladenovic z Kanadyjczykiem Danielem Nestorem.
- 17–19 stycznia – 18. Mistrzostwa Europy w Short Tracku w niemiecki Dreźnie. W klasyfikacji medalowej zwyciężyła reprezentacja Rosji przed Holandią oraz Włochami i Wielką Brytanią.
- 18–19 stycznia – 45. Mistrzostw Świata w Łyżwiarstwie Szybkim w Wieloboju Sprinterskim w japońskim Nagano. Wśród mężczyzn najlepszy okazał się Holender Michel Mulder, natomiast u kobiet Chinka Yu Jing.
- 25–26 stycznia – 45. Mistrzostwa Europy w saneczkarstwie w łotewskiej Siguldzie. Wśród mężczyzn najlepszy okazał się Armin Zöggeler, natomiast u kobiet Rosjanka Natalja Choriewa. W rywalizacji dwójek zwyciężyli Włosi – Christian Oberstolz i Patrick Gruber – natomiast w zawodach drużynowych reprezentacja Rosji.
- 26 stycznia
  - zakończył się 37. sezon Puchar Świata w saneczkarstwie. W klasyfikacji mężczyzn po raz trzeci z rzędu najlepszy okazał się Niemiec Felix Loch, z kolei u kobiet puchar obroniła jego rodaczka Natalie Geisenberger. W przypadku zespołów również zwyciężyła załoga niemiecka – Tobias Wendl i Tobias Arlt. Reprezentacja Niemiec wygrała także Puchar Narodów.
  - zakończył się 28. sezon Pucharu Świata w skeletonie. W klasyfikacji mężczyzn po raz piąty z rzędu zwyciężył Łotysz Martins Dukurs, natomiast u kobiet Brytyjka Elizabeth Yarnold.
  - zakończył się 30. sezon Pucharu Świata w bobslejach. U dwójek mężczyzn oraz w kombinacji najlepszy okazał się Amerykanin Steven Holcomb, natomiast u kobiet Kanadyjka Kaillie Humphries. W czwórkach mężczyzn zwyciężył Niemiec Maximilian Arndt.

### Luty
- 26 stycznia–2 lutego – 34. Mistrzostwa Świata w Bandy mężczyzn w rosyjskim Irkucku. Tytuł mistrzowski obroniła reprezentacja gospodarzy, która w finale pokonała Szwedów 3:2. Brąz wywalczył Kazachstan, który rezultatem 5:3 wygrał pojedynek z Finlandią.
- 1–2 lutego – 65. Mistrzostwa Świata w Kolarstwie Przełajowym w holenderskim Hoogerheide. Wśród mężczyzn najlepszy okazał się Czech Zdeněk Štybar, natomiast u kobiet reprezentantka gospodarzy Marianne Vos.
- 27 stycznia-4 lutego – 21. Mistrzostwa Europy w Biathlonie. Organizatorem imprezy było czeskie Nové Město na Moravě. Dwa medale zdobyła reprezentacja Norwegii, natomiast po jednym Szwecja, Kanada, Łotwa, Białoruś i Rosja.
- 28 stycznia-8 lutego – 8. Mistrzostwa Europy w Futsalu w Belgii. W finale reprezentacja Włoch pokonała 3:1 Rosję. W walce o 3. miejsce Hiszpania wygrała z Belgią 8:4.
- 15 lutego – Francuz Renaud Lavillenie pobił halowy rekord świata w skoku o tyczce, uzyskując w ukraińskim Doniecku wysokość 6,16 metrów. Poprzedni wynik należał do Ukraińca Serhija Bubki, który odnotował go 21 lat temu.
- 14–16 lutego – 5. Drużynowe mistrzostwa Europy w badmintonie w szwajcarskim Basel. Zarówno u kobiet, jak i mężczyzn, po tytuł sięgnęła reprezentacja Danii. W pierwszym przypadku pokonała Rosję 3:0, natomiast w drugim 3:1 Anglię. Podium dopełniły odpowiednio Niemcy i Finowie oraz Niemki i Bułgarki.
- 19–22 lutego – 7. Mistrzostwa Świata w Bandy kobiet w fińskiej Lappeenrancie. Mistrzostwo wywalczyły Rosjanki, które w finale pokonały Szwedki 3:1. W walce o 3. miejsce lepsze okazały się Finki, które wynikiem 3:2 wygrały pojedynek z Norweżkami.
- 7–23 lutego – XXII Zimowe Igrzyska Olimpijskie, które odbyły się w rosyjskim Soczi. W klasyfikacji medalowej zwyciężyli gospodarze przed Norwegią i Kanadą.

### Marzec
- 26 lutego–2 marca
  - 111. Mistrzostwa Świata w Kolarstwie Torowym w kolumbijskim Cali. W klasyfikacji medalowej najlepsza okazała się reprezentacja Niemiec przed Francją i Australią.
  - 12. Halowe Mistrzostwa Świata w Łucznictwie we francuskim Nîmes. Najwięcej medali zdobyła reprezentacja Ukrainy, która pokonała Włochy i Stany Zjednoczone.
- 2-5 marca – 41. Mistrzostwa Świata w Żeglarstwie Lodowym. W estońskim Haapsalu wszystkie miejsca na podium zajęli Polacy – Karol Jabłoński przed Michałem Burczyńskim i Tomaszem Zakrzewskim.
- 7-9 marca – 15. Halowe Mistrzostw Świata w Lekkoatletyce w polskim Sopocie. W klasyfikacji medalowej zwyciężyła reprezentacja Stanów Zjednoczonych przed Rosją i Kenią.
- 9 marca – zakończył się 9. sezon Pucharu Świata w snowboardzie. W klasyfikacji generalnej mężczyzn triumfował Szwed Måns Hedberg, natomiast u kobiet Czeszka Šárka Pančochová.
- 2–15 marca – 15. Mistrzostwa Europy w szachach mężczyzn. Najlepszy okazał się Rosjanin Aleksandr Motylow przed Hiszpanem Davidem Antónem Guijarro i drugim z Rosjan Władimirem Fiedosiejewem.
- 14–16 marca
  - 23. Mistrzostwa Świata w lotach narciarskich w czeskim Harrachovie. Zwyciężył Niemiec Severin Freund. Z powodu złych warunków pogodowych nie udało się rozegrać konkursu drużynowego.
  - 39. Mistrzostwa Świata w short tracku w kanadyjskim Montrealu. W klasyfikacji medalowej najlepsza okazała się reprezentacja Korei Południowej przed Chinami i Rosją.
- 15–16 marca – 14. Zimowy Puchar Europy w Rzutach w portugalskim Leirii. Najwięcej złotych medali zdobyła reprezentacja Rosji przed Polską i Francją.
- 16 marca
  - zakończył się 48. sezon Pucharu Świata w narciarstwie alpejskim mężczyzn. Po raz trzeci z rzędu zwycięstwo odniósł Austriak Marcel Hirscher. Jego reprezentacja wygrała w Pucharze Narodów.
  - zakończył się 47. sezon Pucharu Świata w narciarstwie alpejskim kobiet. Cykl zawodów wygrała Austriaczka Anna Fenninger. Jej drużyna okazała się najlepsza w klasyfikacji drużynowej.
  - zakończył się 29. sezon Pucharu Świata w łyżwiarstwie szybkim. W klasyfikacji generalnej mężczyzn i kobiet zwyciężyli reprezentanci Stanów Zjednoczonych – Shani Davis oraz Heather Richardson. W klasyfikacji zespołowej triumfowali zarówno Holendrzy, jak i Holenderki.
  - zakończył się 31. sezon Pucharu Świata w kombinacji norweskiej. Po raz drugi z rzędu cykl zawodów wygrał Niemiec Eric Frenzel. Jego reprezentacja zwyciężyła z kolei w Pucharze Narodów.
  - zakończył się 33. sezon Pucharu Świata w biegach narciarskich. W klasyfikacji mężczyzn zwyciężył Norweg Martin Johnsrud Sundby, natomiast u kobiet jego rodaczka Therese Johaug. Ich reprezentacja zdobyła Puchar Narodów.
- 22 marca – zakończył się 3. sezon Pucharu Świata w skokach narciarskich kobiet. Po raz drugi z rzędu najlepsza okazała się Japonka Sara Takanashi. Jej reprezentacja zwyciężyła z kolei w Pucharze Narodów.
- 15–23 marca – 36. Mistrzostwa Świata w Curlingu kobiet w kanadyjskim Saint John. W finale reprezentacja Szwajcarii pokonała Kanadę 9:5, natomiast w walce o 3. miejsce Rosja Koreę Południową 6:5.
- 22–23 marca – 108. Mistrzostwa Świata w Łyżwiarstwie Szybkim w Wieloboju w holenderskim Heerenveen. Zarówno u kobiet, jak i mężczyzn, najlepsi okazali się reprezentanci gospodarzy – Ireen Wüst oraz Koen Verweij.
- 23 marca
  - zakończył się 35. sezon Pucharu Świata w skokach narciarskich mężczyzn. Kryształową kulę za zwycięstwo w klasyfikacji generalnej odebrał Polak Kamil Stoch, natomiast za klasyfikację lotów Słoweniec Peter Prevc. Drużynowo najlepsza okazała się reprezentacja Austrii.
  - zakończył się 37. sezon Pucharu Świata w biathlonie 2013/2014. W klasyfikacji generalnej triumfowali Francuz Martin Fourcade oraz Finka Kaisa Mäkäräinen. Fourcade triumf ten odniósł po raz trzeci z rzędu. Puchar Narodów trafił do Norwegii.
  - zakończył się 35. sezon Pucharu Świata w narciarstwie dowolnym. W klasyfikacji mężczyzn triumfował Kanadyjczyk Mikaël Kingsbury, natomiast u kobiet Amerykanka Hannah Kearney.
  - 14. finał Ligi Mistrzów siatkarzy mężczyzn w tureckiej Ankarze. W ostatecznej rozgrywce rosyjska drużyna Biełogorje Biełgorod pokonał 3:1 gospodarzy Halkbank Ankara. W walce o 3. miejsce Jastrzębski Węgiel z Polski wygrał 3:1 z Zenitem Kazań z Rosji.
- 24-30 marca – 112. edycja Mistrzostw Świata w Łyżwiarstwie Figurowym w japońskiej Saitamie. Najwięcej medali zdobyli gospodarze przed Niemcami oraz Rosją i Włochami.
- 29 marca
  - 19. Mistrzostwa Świata w Półmaratonie. Wśród mężczyzn najszybszy okazał się Kenijczyk Geoffrey Kipsang, natomiast u kobiet jego rodaczka Gladys Cherono. W rywalizacji drużynowej najlepsi byli Erytrejczycy i Kenijki.
  - 7. Puchar CEV siatkarzy. Po tytuł sięgnął francuski klub Paris Volley, pokonując w dwumeczu 3:0, 3:1 rosyjski Gubiernija Niżny Nowogród.
  - 7. Puchar Challenge siatkarzy. Turecka drużyna Fenerbahçe Grundig pokonała w dwumeczu 3:2, 3:0 włoską Andreoli Latina.
  - 7. Puchar CEV siatkarek. Turecki klub Fenerbahçe SK pokonała w dwumeczu 3:2, 3:0 rosyjską Urałoczka Jekaterynburg.
- 30 marca – 7. Puchar Challenge siatkarek. Rosyjska drużyna Zarieczje Odincowo pokonała w dwumeczu 3:2, 3:1 turecki Beşiktaş JK.

### Kwiecień
- 1-6 kwietnia – 69. Mistrzostwa Europy w zapasach w fińskiej Vantaa. We wszystkich klasyfikacjach medalowych zwyciężyła reprezentacja Rosji. Wśród mężczyzn w stylu dowolnym podium dopełniły Azerbejdżan i Turcja, w stylu klasycznym Turcja i Azerbejdżan, natomiast u kobiet Bułgaria i Ukraina.
- 5–12 kwietnia – 93. Mistrzostwa Europy w Podnoszeniu Ciężarów w izraelskim Tel Awiwie. Zarówno u kobiet, jak i mężczyzn, najlepsze okazały się reprezentacje Rosji i Bułgarii. W pierwszym przypadku podium dopełniły Białorusinki, natomiast w drugim Polacy.
- 7–12 kwietnia – 54. edycja wyścigu kolarskiego Vuelta al Pais Vasco. Zwyciężył Hiszpan Alberto Contador przed Polakiem Michałem Kwiatkowskim oraz Jean-Christophe Péraud.
- 7–13 kwietnia – 24. Mistrzostwa Europy w skokach na trampolinie. Najwięcej medali przypadło Rosji, która pokonała Wielką Brytanię i Białoruś.
- 29-6 kwietnia – 56. Mistrzostwa Świata w Curlingu mężczyzn w chińskim Pekinie. W finale reprezentacja Norwegii pokonała Szwecję 8:3, natomiast w pojedynku o 3. miejsce Kanada uległa Szwajcarii 5:7.
- 13 kwietnia – 96. finał o Puchar Stanleya. Mistrzem NHL został triumfator konferencji zachodniej, Los Angeles Kings, która pokonała 4:1 mistrza konferencji wschodniej, New York Rangers.
- 26 kwietnia – 13. finał Pucharu UEFA w Futsalu w azerbejdżańskim Baku. Po raz drugi z rzędu po tytuł sięgnęła hiszpańska drużyna FC Barcelona, która rezultatem 5:2 pokonała rosyjski MFK Dinamo Moskwa. W walce o 3. miejsce gospodarze Araz Naxçıvan wygrał 6:4 z kazachskim Kajrat Ałmaty.
- 23–27 kwietnia – 24. Mistrzostwa Europy w Badmintonie w rosyjskim Kazaniu. Wśród singlistów najlepszy okazał się Duńczyk Jan Ø. Jørgensen, natomiast u singlistek Hiszpanka Carolina Marín. W kategorii deblistów zwyciężyli Rosjanie – Władimir Iwanow(inne języki) i Iwan Sozonow(inne języki) – natomiast wśród deblistek duńska para – Christinna Pedersen i Kamilla Rytter Juhl. Duńczycy okazali się również najlepsi w mikście – Joachim Fischer Nielsen wraz z Christinną Pedersen.
- 23-30 kwietnia – 8. Mistrzostwa Świata Par Mieszanych w Curlingu w szkockim Dumfries. W finale Szwajcaria pokonała Szwecję 8:6, natomiast w walce o 3. miejsce Hiszpania Węgry 7:4.

### Maj
- 29 kwietnia-4 maja – 68. edycja wyścigu kolarskiego Tour de Romandie. Po raz drugi z rzędu zwyciężył w nim Brytyjczyk Chris Froome. Podium dopełnili Słoweniec Simon Špilak oraz Portugalczyk Rui Costa.
- 1-4 maja – 21. Mistrzostwa Europy w Taekwondo w Baku. W klasyfikacji medalowej zwyciężyła Chorwacja przed Rosją i Francją.
- 3-4 maja – 26. Puchar Świata w Chodzie Sportowym. Najwięcej medali zdobyła reprezentacja Chin przed Rosją i Ukrainą.
- 19 kwietnia-5 maja – 77. Mistrzostwa Świata w Snookerze. W finale Anglik Mark Selby pokonał 18:14 rodaka i obrońcę tytułu Ronniego O’Sullivana.
- 28 kwietnia-5 maja – 52. Drużynowe Mistrzostw Świata w Tenisie Stołowym w japońskim Tokio. Zarówno u kobiet, jak i mężczyzn, najlepsza okazała się reprezentacja Chin.
- 5–10 maja – 10. turniej Klubowe Mistrzostwa Świata w piłce siatkowej mężczyzn w brazylijskim Belo Horizonte. W finale rosyjski klub Biełogorje Biełgorod pokonał 3:1 katarski Al-Rayyan. W walce o 3. miejsce argentyński UPCN Vóley Club wygrał 3:2 Sada Cruzeiro Vôlei z Brazylii.
- 7–11 maja – 8. edycja Klubowych Mistrzostw Świata w piłce siatkowej kobiet w szwajcarskim Zurychu. W finale rosyjski klub Dinamo Kazań pokonało 3:0 brazylijski Grêmio de Vôlei Osasco. W walce o 3. miejsce Serviço Social da Indústria SP z Brazylii wygrało 3:2 ze szwajcarskim Voléro Zurych.
- 14 maja – 5. finał Ligi Europy UEFA we włoskim Turynie. W ostatecznej rozgrywce hiszpański klub Sevilla FC pokonał w rzutach karnych 4:2 portugalską Benficę.
- 12–18 maja – 30. Mistrzostwa Europy w Gimnastyce Sportowej kobiet w bułgarskiej Sofii. W klasyfikacji medalowej seniorów najlepsza okazała się reprezentacja Rumunii przed Rosją i Wielką Brytanią. W przypadku juniorów zwyciężyli Rosjanie przed Brytyjczykami i Rumunami.
- 18 maja – 14. finał Euroligi koszykówki mężczyzn we włoskim Mediolanie. W finale izraelska drużyna Maccabi Tel Awiw pokonała 98:86 w dogrywce hiszpański Real Madryt. W walce o 3. miejsce FC Barcelona wygrało 93:78 rosyjską CSKA Moskwa.
- 22 maja – 5. finał Ligi Mistrzyń UEFA. Po raz drugi z rzędu po puchar sięgnęła niemiecka drużyna VfL Wolfsburg, która pokonała szwedzką Tyresö.
- 24 maja – 22. finał Ligi Mistrzów UEFA w portugalskiej Lizbonie. W hiszpańskim pojedynku Real Madryt pokonał w dogrywce 4:1 Atlético Madryt. Był to pierwszy finał, w którym udział brały kluby z tego samego miasta.
- 9–25 maja – 78. Mistrzostwa Świata w hokeju na lodzie mężczyzn w białoruskim Mińsku. W finale reprezentacja Rosji pokonała Finlandię 5:2, natomiast w walce o 3. miejsce Czechy uległy Szwecji 0:3.
- 19–25 maja – 31. Mistrzostwa Europy w Gimnastyce Sportowej mężczyzn. W klasyfikacji medalowej seniorów triumfowali Rosjanie przed Brytyjczykami i Ukraińcami. Wśród juniorów z kolei to Wielka Brytania pokonała Rosję. Podium dopełnili Austriacy.
- 24–25 maja – 1. edycja IAAF World Relays w bahamskim Nassau. Najwięcej medali zdobyła reprezentacja Stanów Zjednoczonych przed Kenią i Jamajką.

### Czerwiec
- 29 maja–1 czerwca – 15. Mistrzostwa Europy w Kajakarstwie górskim w austriackim Wiedniu. Najwięcej medali zdobyli Słowianie, którzy pokonali Czechów i Niemców.
- 30 maja–1 czerwca
  - 81. Mistrzostwa Europy w wioślarstwie w serbskim Belgradzie. W klasyfikacji medalowej zwyciężyła reprezentacja Wielkiej Brytanii przed Czechami i Niemcami.
  - 17. Mistrzostwa Europy w Netballu w walijskim Cardiff. Po tytuł sięgnęła reprezentacja gospodarzy, pokonując Szkocję. Podium dopełniła Irlandia Północna.
- 9 maja–1 czerwca – 97. edycja wyścigu kolarskiego Giro d’Italia. W klasyfikacji generalnej triumfował Kolumbijczyk Nairo Quintana przed rodakiem Rigoberto Urán i Włochem Fabio Aru.
- 1 czerwca – 54. finał Ligi Mistrzów piłkarzy ręcznych. W niemieckim pojedynku SG Flensburg-Handewitt pokonało 30:28 THW Kiel. W walce o 3. miejsce hiszpańska FC Barcelona wygrała 26:25 z węgierskim MKB Veszprém KC.
- 30 maja–7 czerwca – 13. Mistrzostwa Europy w futbolu amerykańskim w Austrii. W finale reprezentacja Niemiec pokonała 30:27 gospodarzy. W walce o 3. miejsce Francuzi wygrali 35:21 Finlandię.
- 31 maja-7 czerwca – 9. Mistrzostwa Europy w Boksie Kobiet w Bukareszcie. W klasyfikacji medalowej zwyciężyły Rosjanki przed Bułgarkami i gospodyniami turnieju.
- 7 czerwca – 17. Puchar Europy w Biegu na 10 000 metrów. Najwięcej medali zdobyła reprezentacja Turcji przed Ukrainą, Francją i Portugalią.
- 6-8 czerwca – 4. Puchar Świata w Darcie w niemieckim Hamburgu. W finale reprezentacja Holandii pokonała Anglię 3:0.
- 25 maja–8 czerwca – 113. edycja French Open. W singlu zwyciężyli Hiszpan Rafael Nadal oraz Rosjanka Marija Szarapowa, w deblu Francuzi Julien Benneteau i Édouard Roger-Vasselin oraz Chinka Peng Shuai z reprezentantką Chińskiego Tajpej Hsieh Su-wei, natomiast w mikście Niemka Anna-Lena Grönefeld z Holendrem Jeanem-Julienem Rojerem.
- 7–14 czerwca – 27. Mistrzostwa Europy w szermierce we francuskim Strasburgu. W klasyfikacji medalowej triumfowała reprezentacja Włoch przed Rosją i Francją.
- 31 maja–14 czerwca – 13. Mistrzostwa Świata w Hokeju na Trawie Kobiet w Holandii. Tytuł wywalczyły gospodynie, które w finale pokonały Australię 2:0. Brąz przypadł z Argentynie, która wygrała z USA 2:1.
- 31 maja–15 czerwca – 13. Mistrzostwa Świata w Hokeju na Trawie Mężczyzn w Holandii. Po raz tytuł obroniła reprezentacja Australii, która w finale pokonała gospodarzy 6:1. W pojedynku o brązowy medal zwyciężyła Argentyna, wygrywając 2:0 z Anglią.
- 5–15 czerwca – 68. finał NBA, w którym najlepsza drużyna konferencji zachodniej San Antonio Spurs pokonała 4:1 obrońcę tytułu oraz zwycięzcę konferencji wschodniej, Miami Heat.
- 12 czerwca – w Brazylii rozpoczęły się XX Mistrzostwa Świata w Piłce Nożnej.
- 14–22 czerwca – 78. edycja wyścigu kolarskiego Tour de Suisse. Najlepszy okazał się po raz trzeci z rzędu Portugalczyk Rui Costa, który pokonał Szwajcara Mathiasa Franka oraz Holendra Bauke Mollema.
- 19 czerwca – Amerykanka Katie Ledecky pobiła rekord świata na dystansie 1500 metrów rezultatem 15:34,23 w amerykańskim Conroe.
- 20–22 czerwca – 30. Mistrzostwa Europy w triathlonie w austriacki Kitzbühel. Wśród mężczyzn najlepszy okazał się Brytyjczyk Alistair Brownlee, natomiast u kobiet Szwajcarka Nicola Spirig. W rywalizacji drużynowej wygrała reprezentacja Włoch.
- 21–22 czerwca – 5. Drużynowe Mistrzostwa Europy w Lekkoatletyce w niemieckim Brunszwiku, w najwyższej klasie „Superliga”. W klasyfikacji medalowej zwyciężyła reprezentacja Niemiec przed Rosją i Francją. W I lidze, rozegranej w estońskim Tallinnie, awans do najwyższej klasy uzyskała Białoruś, Norwegia i Finlandia. W II lidze najlepsze okazały się reprezentacje Szwajcarii i Łotwy, natomiast w III lidze Cypr i Islandia.
- 22 czerwca – Katie Ledecky ustanowiła rekord świata na dystansie 800 metrów kraulem w Conroe wynikiem 8:11,00.
- 7–28 czerwca – 12. Mistrzostwa Europy w Rugby 7 Kobiet. Po tytuł sięgnęły reprezentantki Rosji przed Francją i Anglią.
- 27–29 czerwca – 13. Mistrzostwa Świata w Aerobiku w meksykańskim Cancun. W klasyfikacji generalnej zwyciężyli Rumuni przed Chińczykami i Rosjanami.

### Lipiec
- 22 czerwca-5 lipca – 36. Mistrzostwa Świata w Szybownictwie klasy światowej. W kategorii Club triumfował Francuz Eric Bernard, w klasie Standard Belg Bert Schmelzer(inne języki), natomiast w Multi Seat z 20 metrów Brytyjczycy – Steve i Howard Jonesonowie.
- 5 lipca – Szwedka Sarah Sjöström pobiła rekord świata na dystansie 50 metrów stylem klasycznym rezultatem 24.43.
- 23 czerwca–6 lipca – 128. edycja Wimbledonu. W singlu zwyciężyli Serb Novak Đoković oraz Czeszka Petra Kvitová, w deblu Kanadyjczyk Vasek Pospisil z Amerykaninem Jackiem Sockiem oraz Włoszki Sara Errani i Roberta Vinci, natomiast w mikście Australijka Samantha Stosur z Serbem Nenadem Zimonjiciem.
- 10–12 lipca – 24. Mistrzostwa Świata w Gimnastyce Akrobatycznej we francuskiej Levallois-Perret. Najwięcej medali zdobyła reprezentacja Rosji przed Brytyjczykami i Belgami.
- 12 czerwca–13 lipca – 20. Mistrzostwa Świata w piłce nożnej mężczyzn w Brazylii. W finale reprezentacja Niemiec pokonała w dogrywce 1:0 Argentynę. W walce o 3. miejsce Holandia wygrał z Brazylią 3:0.
- 10–13 lipca – 26. Mistrzostwa Europy w kajakarstwie w niemieckim Brandenburgu. W klasyfikacji medalowej zwyciężyły Węgry przed Niemcami i Białorusią.
- 10–19 lipca – 12. Mistrzostwa Świata w Lacrosse w amerykańskim Commerce City w Denver w stanie Kolorado. W finale reprezentacja Kanady pokonała gospodarzy 8:5, natomiast w walce o 3. miejsce Australia uległa narodowemu zespołowi Iroquois 16:5.
- 20 lipca – 25. finał Ligi Światowej siatkarzy, w którym USA pokonała Brazylię 3:1. W meczu o 3. miejsce Włochy wygrały z Iranem 3:0.
- 15–23 lipca – 85. Mistrzostwa Świata w Szermierce w rosyjskim Kazaniu. Najwięcej medal zdobyły ex aequo reprezentacje gospodarzy oraz Włoch.
- 24 lipca – Australijska sztafeta 4X100 metrów stylem dowolnym w składzie: Bronte Campbell, Melanie Schlanger, Emma McKeon i Cate Campbell, ustanowiła rekord świata wynikiem 3:30.98.
- 26 lipca – Zakończył się 11. sezon rozgrywek Ligi Europejskiej siatkarzy. Tytuł w dwumeczu zdobyła Czarnogóra, która pokonała Grecję 3:2 i 3:1. Brąz wywalczyła Słowenia.
- 5–27 lipca – 101. edycja kolarskiego Tour de France. Wygrał Włoch Vincenzo Nibali przed Francuzami – Jean-Christophe Péraud i Thibaut Pinot.
- 22–27 lipca – 19. Mistrzostwa Świata w kolarstwie BMX w holenderskim Rotterdamie. W klasyfikacji medalowej triumfowali Holendrzy przed Australijczykami i Ekwadorczykami.

### Sierpień
- 26 lipca–2 sierpnia – 14. edycja Drużynowego Pucharu Świata na Żużlu w polskiej Bydgoszczy. Po raz czwarty tytuł wywalczyła reprezentacja Danii, która w finale pokonała Polskę i Australię.
- 23 lipca–3 sierpnia – 20. Igrzyska Wspólnoty Narodów w szkockim Gold Coast, w których najlepsi okazali się Anglicy, którzy pokonali Australijczyków i Kanadyjczyków.
- 3–9 sierpnia – 71. edycja kolarskiego Tour de Pologne. W klasyfikacji generalnej zwyciężył Polak Rafał Majka przed Hiszpanami – Jona Izagirre i Beñata Intxaustiego.
- 6–10 sierpnia – 41. Mistrzostwa Świata w Kajakarstwie w Moskwie. Klasyfikację medalową wygrała reprezentacja Węgier przed Rosją i Niemcami.
- 26 lipca–10 sierpnia – 36. Mistrzostwa Świata w Szybownictwie klasy otwartej, rozegrane w polskim Lesznie. W klasie Open triumfował Niemiec Michael Sommer, w kategorii do 18 metrów Polak Karol Staryszak, natomiast do 15 metrów jego rodak Sebastian Kawa.
- 15 sierpnia – Francuz Yohann Diniz pobił rekord świata w chodzie na 50 kilometrów podczas Mistrzostw Europy w Zurychu wynikiem 3.32,33.
- 1–17 sierpnia – 7. Puchar Świata w Rugby kobiet we Francji. W finale reprezentacja Anglia pokonała Kanadę 21:9. Brąz wywalczyły gospodynie, które wygrały z Irlandią wynikiem 25:18.
- 12–17 sierpnia – 22. Mistrzostwa Europy w Lekkoatletyce we szwajcarskim Zurychu. W klasyfikacji medalowej zwyciężyła Wielka Brytania przed Francją i Niemcami, natomiast w punktowej Rosjanie przed Francuzami i Brytyjczykami.
- 22 sierpnia – Brytyjczyk Adam Peaty podczas ME w Berlinie pobił rekord świata na dystansie 50 metrów techniczką klasyczną rezultatem 26.62.
- 23 sierpnia – Amerykanka Katie Ledecky ustanowiła rekord świata na dystansie 400 metrów stylem dowolnym wynikiem 3:58.37.
- 13–24 sierpnia – 32. Mistrzostwa Europy w pływaniu w Berlinie. Najwięcej medali zdobyła Wielka Brytania przed Rosją i Włochami.
- 15–24 sierpnia – 14. Mistrzostwa Świata w Softballu kobiet w holenderskim Haarlemie. Po złoto sięgnęła reprezentacja Japonii, która w finale pokonała Stany Zjednoczone 4:1. Brąz wywalczyły Australijki.
- 27 sierpnia – Węgierka Katinka Hosszú podczas Pucharu Świata w katarskiej Dosze wynikiem 2:02.61 pobiła rekord świata na krótkim basenie, w konkurencji 200 metrów stylem zmiennym.
- 16–28 sierpnia – 2. Letnie Igrzyska Olimpijskie Młodzieży w chińskim Nankin. Klasyfikację medalową wygrała reprezentacja Chin przed Rosją i grupą zawodników występujących pod flagą olimpijską.
- 28 sierpnia – Hosszú ustanowiła rekordy świata na 100 i 400 metrów stylem zmiennym, na krótkim basenie. W pierwszym przypadku uzyskała wynik 57.25, natomiast w drugim 4:20.83. Sukces odniosła w Doha.
- 24-31 sierpnia – 44. Mistrzostwa Świata w Wioślarstwie w holenderskim Amsterdamie. W klasyfikacji medalowej triumfowała reprezentacja Nowej Zelandii przed Wielką Brytanią, Australią oraz Niemcami.
- 25-30 sierpnia – 21. Mistrzostwa Świata w Badmintonie w Kopenhadze. Najlepsza okazała się reprezentacja Chin przed Koreą Południową i Hiszpanią.
- 25–31 sierpnia – 34. Mistrzostwa Świata w Judo w rosyjskim Czelabińsku. W klasyfikacji medalowej triumfowała Japonia przed Francją, Brazylią i Kubą.
- 30 sierpnia – zakończył się 103. sezon IndyCar Series. Mistrzem serii został Australijczyk Will Power, natomiast w klasyfikacji zespołowej zwyciężył jego zespół – Team Penske.
- 31 sierpnia – Polka Anita Włodarczyk po raz trzeci w karierze pobiła rekord świata w rzucie młotem. W Berlinie rzuciła na odległość 79,58 metrów.

### Wrzesień
- 1–7 września – 58. Mistrzostwa świata w pięcioboju nowoczesnym w Warszawie. W klasyfikacji generalnej zwyciężył reprezentacja Chin przed Wielką Brytanią i Francją.
- 2-7 września – 25. Mistrzostwa Świata w kolarstwie górskim i trialu w norweskim Lillehammer. Klasyfikację medalową wygrali reprezentanci Francji przed Brytyjczykami i Szwajcarami.
- 23-7 września – 7. Światowe Igrzyska Jeździeckie we francuskiej Normandii. W klasyfikacji medalowej triumfowali Brytyjczycy przed Holendrami i Niemcami.
- 25 sierpnia–8 września – 134. edycja US Open. Wśród mężczyzn najlepszy okazał się Chorwat Marin Čilić, natomiast u kobiet Amerykanka Serena Williams. W męskim deblu zwyciężyła para ze Stanów Zjednoczonych – Mike i Bob Bryan’owie, z kolei w żeńskim rosyjski duet Jekaterina Makarowa-Jelena Wiesnina. W grze mieszanej triumfowali Hinduska Sania Mirza oraz Brazylijczyk Bruno Soares.
- 8–14 września – 10. Mistrzostwa Świata w Zapasach w uzbekistańskim Taszkencie. Najwięcej medali zdobyła reprezentacja Rosji, pokonując Japonię i Armenię.
- 30 sierpnia–14 września – 17. Mistrzostwa Świata w Koszykówce mężczyzn w Hiszpanii. Tytuł mistrzowski obroniła reprezentacja Stanów Zjednoczonych, która w finale pokonała Serbię 129:92. W walce o brązowy medal Francja okazała się lepsza od Litwy stosunkiem punktów 95:93.
- 24 sierpnia–14 września – 69. edycja kolarskiego Vuelta a España 2014. Po raz trzeci w karierze zwyciężył w niej Hiszpan Alberto Contador, pokonując Brytyjczyka Chrisa Froome’a oraz swojego rodaka Alejandro Valverde.
- 14 września – zakończył się 58. sezon Motocrossowych Mistrzostw Świata. W klasie MX1 po raz piąty z rzędy po tytuł sięgnął Włoch Antonio Cairoli(inne języki), natomiast w MX2 zwyciężył Francuz Jordi Tixier(inne języki). Najniższa kategoria MX3 zakończyła swoją działalność.
- 6–20 września – 51. Mistrzostwa Świata w Strzelectwie w hiszpańskiej Grenadzie. W klasyfikacji medalowej triumfowali Chińczycy przed Niemcami i Rosjanami.
- 8–21 września – 4. Mistrzostwa świata w żeglarstwie w hiszpańskim Santanderze. Po dwa złote medale wywalczyli reprezentanci Francji i Holandii, natomiast po jednym Australijczycy i Austriacy.
- 12–21 września – 33. Mistrzostwa Europy w Baseballu w Czechach oraz Niemczech. Mistrzostwo wywalczyła Holandia, która w finale pokonała obrońców tytułu Włochów 6:3. Trzecie miejsce przypadło Hiszpanii.
- 16–21 września – 36. Mistrzostwa świata w kajakarstwie górskim w amerykańskim Deep Creek Lake(inne języki). W klasyfikacji medalowej zwyciężyli Francuzi przed Australijczykami i Słowakami.
- 30 sierpnia–21 września – 18. Mistrzostwa Świata w Piłce Siatkowej mężczyzn w Polsce. Po raz drugi w historii złoty medal wywalczyła reprezentacja Polski, która w finale pokonała obrońców tytułu Brazylię 3:1. Brąz wywalczyły Niemcy, które wygrały z Francją 3:0.
- 20–28 września
  - 87. Mistrzostwa Świata w Kolarstwie Szosowym w hiszpańskiej Ponferradzie. Najwięcej medali zdobyła reprezentacja Niemiec przed Australią i Stanami Zjednoczonymi.
  - 33. Mistrzostwa Świata w gimnastyce artystycznej w tureckim Izmirze. Najwięcej medali zdobyli Rosjanie przed Węgrami i Hiszpanami.

### Październik
- 27 września-5 października – 17. Mistrzostwa Świata w Koszykówce kobiet w Turcji. Po złoto sięgnęły Amerykanki, które 77:64 wygrały z Hiszpankami. W walce o 3. miejsce reprezentacja Australii pokonała gospodynie 74:44.
- 11 października – zakończył się 20. sezon Indywidualnych Mistrzostw Świata na Żużlu. Po raz trzeci w karierze tytuł wywalczył Amerykanin Greg Hancock. Podium dopełnili Polak Krzysztof Kasprzak oraz Duńczyk Nicki Pedersen.
- 3–12 października – 41. Mistrzostwa Świata w Gimnastyce Sportowej w chińskim Nanning. W klasyfikacji medalowej triumfowało USA przed Chinami i Koreą Północną.
- 22 września–23 października – 17. Mistrzostwa Świata w Piłce Siatkowej kobiet we Włoszech. W finale Stany Zjednoczone wynikiem 3:1 pokonały Chiny, natomiast w walce o brąz Brazylijki wygrały z gospodyniami 3:2.
- 27–28 października – zakończył się 38. sezon Rallycrossowych Mistrzostw Europy. W klasyfikacji supersamochodów zwyciężył Szwed Robin Larsson(inne języki) (Audi), w kategorii Super 1600 Rosjanin Siergiej Zagumennow (Škoda), w klasie samochodów turystycznych Szwed Daniel Lundh (Volvo).

### Listopad
- 1 listopada – zakończył się 25. sezon Pucharu Świata w rajdach terenowych. W klasyfikacji generalnej zwyciężył Rosjanin Władimir Wasiljew(inne języki).
- 2 listopada – zakończył się sezon Mistrzostw Świata motocykli seryjnych – 27. edycja World Superbike oraz 16. World Supersport. W pierwszej z nich tytuł mistrzowski wywalczył Francuz Sylvain Guintoli(inne języki), natomiast w drugiej Holender Michael van der Mark(inne języki). Najlepszymi konstruktorami okazała się odpowiednio włoska Aprilia oraz japońska Honda.
- 5–9 listopada – 22. Mistrzostwa Świata w Karate w niemieckiej Bremie. W klasyfikacji medalowej triumfowała Japonia przed Egiptem i Francją.
- 6-8 listopada – zakończył się 62. sezon Rajdowych Mistrzostw Europy. Tytuł mistrzowski wywalczył Fin Esapekka Lappi jeżdżący Skodą Fabią.
- 7–9 listopada – 30. Mistrzostwa Świata w skokach na trampolinie w Daytona Beach na Florydzie. W klasyfikacji medalowej triumfowali Chińczycy przed Rosjanami i gospodarzami.
- 9 listopada – zakończył się 66. sezon Motocyklowych Mistrzostw Świata. W królewskiej klasie MotoGP tytuł obronił Hiszpan Marc Marquez, natomiast Honda triumfowała w klasyfikacji konstruktorów. W kategoriach Moto2 oraz Moto3 zwyciężyli rodacy Marqueza – odpowiednio Esteve Rabat oraz Álex Márquez.
- 16 listopada
  - zakończył się 42. sezon Rajdowych Mistrzostw Świata. Tytuły mistrzowskie przypadły Francuzowi Sébastienowi Ogier oraz niemieckiej ekipie Volkswagena, którzy obronili sukces sprzed roku.
  - zakończył się 10. sezon Mistrzostw Świata Samochodów Turystycznych. Mistrzostwo wywalczyli Argentyńczyk José María López oraz francuski zespół Citroën.
- 23 listopada – zakończył się 65. sezon Mistrzostw Świata Formuły 1. W klasyfikacji kierowców zwyciężył Brytyjczyk Lewis Hamilton, natomiast konstruktorów Mercedes GP.
- 30 listopada – zakończył się 3. sezon Mistrzostw Świata Samochodów Długodystansowych (WEC). W klasyfikacji kierowców zwycięstwo odnieśli Szwajcar Sebastien Buemi oraz Brytyjczyk Anthony Davidson. Mistrzem konstruktorów została Toyota Racing.

### Grudzień
- 3–7 grudnia – 12. Mistrzostwa Świata w Pływaniu na krótkim basenie w katarskiej Dosze. W klasyfikacji medalowej reprezentacja Brazylii przed Węgrami i Holandią.
- 20 grudnia – Hiszpański zespół piłkarski Real Madryt został Klubowym Mistrzem Świata. W marokańskim Marrakeszu (na Stade de Marrakech) pokonali 2:0 argentyński San Lorenzo de Almagro. W walce o 3. miejsce australijski Auckland City FC zwyciężył 4:2 w rzutach karnych (1:1 w meczu) z Cruz Azul z Meksyku.
- 7–21 grudnia – 11. Mistrzostwa Europy w Piłce Ręcznej Kobiet w Chorwacji i na Węgrzech. W finale reprezentacja Norwegii pokonała 28:25 Hiszpanię, natomiast w walce o 3. miejsce Czarnogóra uległa Szwecji 25:23.

## Fakty sportowe w Polsce
- Mistrzowie Polski w piłce nożnej: Legia Warszawa
- Zdobywcy Pucharu Polski w piłce nożnej: Zawisza Bydgoszcz
- Mistrzynie Polski w piłce nożnej: Medyk Konin
- Zdobywczynie Pucharu Polski w piłce nożnej: Medyk Konin
- Mistrzowie Polski w piłce siatkowej: PGE Skra Bełchatów
- Zdobywcy Pucharu Polski w piłce siatkowej: ZAKSA Kędzierzyn-Koźle
- Mistrzynie Polski w piłce siatkowej: Chemik Police
- Zdobywczynie Pucharu Polski w piłce siatkowej: Chemik Police
- Mistrzowie Polski w koszykówce: PGE Turów Zgorzelec
- Zdobywcy Pucharu Polski w koszykówce: Śląsk Wrocław
- Mistrzynie Polski w koszykówce: TS Wisła Can-Pack Kraków
- Zdobywczynie Pucharu Polski w koszykówce: TS Wisła Can-Pack Kraków
- Mistrzowie Polski w piłce ręcznej: Vive Targi Kielce
- Zdobywcy Pucharu Polski w piłce ręcznej: Vive Targi Kielce
- Mistrzynie Polski w piłce ręcznej: MKS Lublin
- Zdobywczynie Pucharu Polski w piłce ręcznej: GTPR Gdynia
- Mistrzowie Polski w hokeju na lodzie: KH Sanok
- Rajdowy Mistrz Polski: Wojciech Chuchała

## Urodzili się
- 27 stycznia – Like Nastya, rosyjska dziecięca youtuberka
- 20 lutego - Eleonora Bernadotte, szwedzka księżniczka
- 15 czerwca - Amalia Bourbon-Parma, luksemburska księżniczka
- 10 grudnia:
  - Gabriela Teresa Maria Grimaldi, księżniczka Monako, córka Alberta II Grimaldiego
  - Jakub Honoriusz Rainier Grimaldi, książę Monako, syn Alberta II Grimaldiego, następca tronu Monako

Nieznana data:
- Milo Eisenblätter – niemiecki aktor dziecięcy

## Zdarzenia astronomiczne

### Kwiecień
- 15 kwietnia – zaćmienie Księżyca
- 29 kwietnia – obrączkowe zaćmienie Słońca (Saros 148). Niezwykłe „punktowe” zaćmienie obrączkowe. „Punktowe” oznacza, że z powodu geometrii zjawiska zaćmienie było widoczne tylko z małego skrawka powierzchni Ziemi. Punkt ten znajdował się na bezludnej Ziemi Wilkesa na Antarktydzie[44].

### Wrzesień
- 7 września – planetoida 2014 RC minęła Ziemię w odległości 40  000 km

### Październik
- 8 października – zaćmienie Księżyca
- 23 października – częściowe zaćmienie Słońca (Saros 153). Zaćmienie było stosunkowo płytkim zaćmieniem częściowym widocznym z większej części Ameryki Północnej i najbardziej wysuniętej na wschód części Syberii. Największe zaćmienie o fazie 0,811 wystąpiło w punkcie na Kanale M’Clintocka przy wschodnim brzegu Wyspy Wiktorii w kanadyjskich Terytoriach Północno-Zachodnich[44].

## Nagrody Nobla
- z medycyny i fizjologii – John O’Keefe oraz May-Britt Moser i Edvard Moser
- z fizyki – Isamu Akasaki, Hiroshi Amano oraz Shuji Nakamura
- z chemii – Eric Betzig, Stefan Hell oraz William Moerner
- z literatury – Patrick Modiano
- pokojowa – Malala Yousafzai oraz Kailash Satyarthi
- z ekonomii – Jean Tirole

## Święta ruchome
- Tłusty czwartek: 27 lutego
- Ostatki: 4 marca
- Popielec: 5 marca
- Purim: 16 marca
- Niedziela Palmowa: 13 kwietnia
- Pamiątka śmierci Jezusa Chrystusa: 14 kwietnia
- Pesach: 15-22 kwietnia
- Wielki Czwartek: 17 kwietnia
- Wielki Piątek: 18 kwietnia
- Wielka Sobota: 19 kwietnia
- Wielkanoc: 20 kwietnia
- Poniedziałek Wielkanocny: 21 kwietnia
- Wniebowstąpienie Pańskie: 29 maja
- Zesłanie Ducha Świętego: 8 czerwca
- Boże Ciało: 19 czerwca
- Rosz ha-Szana: 25-26 września
- Jom Kipur: 14 października
- Chanuka: 16-24 grudnia